# Sperillbanen
| Am See Sperillen |                      |                                |                                |
| Sperillbanen von Hen nach Finsand |                      |                                |                                |
| Streckenlänge: | 24,9 km              |                                |                                |
| Spurweite: | 1435 mm (Normalspur) |                                |                                |
| |                      |                                |                                |
| \| \| 154,83 \| Sperillen (Finsand) (1926) \| 155,6 moh \| \| \| 151,92 \| Kongsstrømmen (1926) \| Kongsstrømmen (1926) \| \| \| 150,39 \| Ringmoen (1926) \| 163,6 moh \| \| \| 149,02 \| Bråten (1926) \| Bråten (1926) \| \| \| 147,02 \| Bergsund tunnel (598 m) \| Bergsund tunnel (598 m) \| \| \| 146,86 \| Bergsund tunnel (1926) \| Bergsund tunnel (1926) \| \| \| 146,14 \| Stueberget (43 m) \| Stueberget (43 m) \| \| \| 145,79 \| Hvitmyr (1926) \| Hvitmyr (1926) \| \| \| 144,52 \| Somma (1926) \| 191,0 moh \| \| \| 143,36 \| Somdalen (1926) \| Somdalen (1926) \| \| \| 142,38 \| Tørhard (1926) \| Tørhard (1926) \| \| \| 140,08 \| Juterud (1926) \| Juterud (1926) \| \| \| 138,44 \| Hallingby (1926) \| 158,6 moh \| \| \| 134,91 \| Grønvall (1927) \| Grønvall (1927) \| \| \| 133,88 \| Grønvallsmoen (1926) \| Grønvallsmoen (1926) \| \| \| 132,40 \| \| \| \| \| 132,24 \| Nordre Hen (1926) \| Nordre Hen (1926) \| \| \| 132,06 \| Væla (14 m) \| Væla (14 m) \| \| \| 132,00 \| Industrieanschluss (1950) \| Industrieanschluss (1950) \| \| \| \| Randsfjordbanen von Randsfjord \| \| \| \| 130,92 \| Hen (1868, früher Pers.-Halt) \| 156,7 moh \| \| \| \| Randsfjordbanen nach Hønefoss \| \| |                      |                                |                                |
| Kopfbahnhof Streckenanfang (Strecke außer Betrieb) | 154,83               | Sperillen (Finsand) (1926)     | 155,6 moh                      |
| Haltepunkt / Haltestelle (Strecke außer Betrieb) | 151,92               | Kongsstrømmen (1926)           | Kongsstrømmen (1926)           |
| Bahnhof (Strecke außer Betrieb) | 150,39               | Ringmoen (1926)                | 163,6 moh                      |
| Haltepunkt / Haltestelle (Strecke außer Betrieb) | 149,02               | Bråten (1926)                  | Bråten (1926)                  |
| Tunnel (Strecke außer Betrieb) | 147,02               | Bergsund tunnel (598 m)        | Bergsund tunnel (598 m)        |
| Haltepunkt / Haltestelle (Strecke außer Betrieb) | 146,86               | Bergsund tunnel (1926)         | Bergsund tunnel (1926)         |
| Tunnel (Strecke außer Betrieb) | 146,14               | Stueberget (43 m)              | Stueberget (43 m)              |
| Haltepunkt / Haltestelle (Strecke außer Betrieb) | 145,79               | Hvitmyr (1926)                 | Hvitmyr (1926)                 |
| Haltepunkt / Haltestelle (Strecke außer Betrieb) | 144,52               | Somma (1926)                   | 191,0 moh                      |
| Bahnhof (Strecke außer Betrieb) | 143,36               | Somdalen (1926)                | Somdalen (1926)                |
| Haltepunkt / Haltestelle (Strecke außer Betrieb) | 142,38               | Tørhard (1926)                 | Tørhard (1926)                 |
| Haltepunkt / Haltestelle (Strecke außer Betrieb) | 140,08               | Juterud (1926)                 | Juterud (1926)                 |
| Bahnhof (Strecke außer Betrieb) | 138,44               | Hallingby (1926)               | 158,6 moh                      |
| Haltepunkt / Haltestelle (Strecke außer Betrieb) | 134,91               | Grønvall (1927)                | Grønvall (1927)                |
| Haltepunkt / Haltestelle (Strecke außer Betrieb) | 133,88               | Grønvallsmoen (1926)           | Grønvallsmoen (1926)           |
| | 132,40               |                                |                                |
| ehemaliger Haltepunkt / Haltestelle | 132,24               | Nordre Hen (1926)              | Nordre Hen (1926)              |
| Brücke über Wasserlauf | 132,06               | Væla (14 m)                    | Væla (14 m)                    |
| Abzweig geradeaus und ehemals von rechts | 132,00               | Industrieanschluss (1950)      | Industrieanschluss (1950)      |
| Abzweig geradeaus und von links |                      | Randsfjordbanen von Randsfjord | Randsfjordbanen von Randsfjord |
| Dienststation / Betriebs- oder Güterbahnhof | 130,92               | Hen (1868, früher Pers.-Halt)  | 156,7 moh                      |
| Strecke |                      | Randsfjordbanen nach Hønefoss  | Randsfjordbanen nach Hønefoss  |

Sperillbanen war eine Nebenstrecke der Randsfjordbane in Norwegen, die am 31. Juli 1926 von Hen nach Finsand am Ufer des Sperillen eröffnet wurde. Sie wurde von den Norges Statsbaner betrieben.

## Geschichte

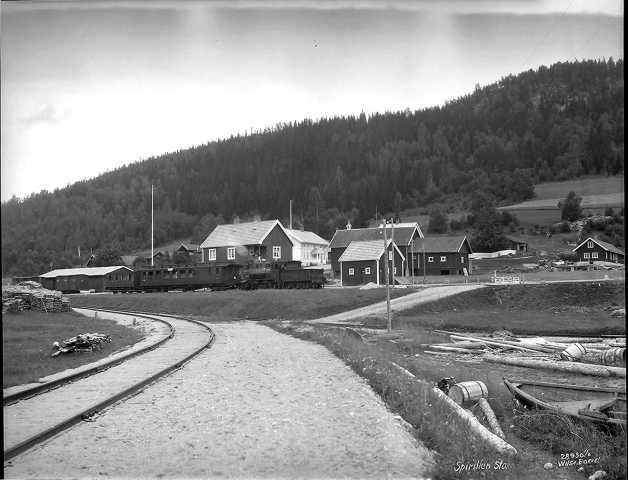
Finsand (1926)

Die Strecke zweigte von der Randsfjordbane in Hen ab. Der Bau der Sperillbanen wurde am 20. Juli 1921 vom Storting als Güterbahn beschlossen, im Wesentlichen zur Unterstützung der Forstwirtschaft in Ringerike, da die Begna für die Holzflößerei nicht geeignet war. Am 29. Mai 1925 beschloss das Storting, auch Personenverkehr durchzuführen.
Die Strecke wurde in den Jahren 1922–1926 als Arbeitsbeschaffungsmaßnahme (nødsarbeid) gebaut und am 2. August 1926 für den Personen- und Güterverkehr eröffnet. Auf der Strecke wurden sehr wenige Personen befördert, mit der Folge, dass bereits am 1. Juni 1933 der Personenverkehr eingestellt wurde. Der Güterverkehr wurde bis zum 1. August 1957 aufrechterhalten.
Die Strecke führte durch das Ådal und war 24,9 km lang, wurde jedoch nicht wie ursprünglich geplant bis nach Valdres verlängert. Es gab vier Bahnhöfe, die alle 1926 gebaut wurden: Hallingby, Somdalen, Ringmoen und Sperillen (Finsand). Die ersten drei Bahnhofsgebäude wurden von Norsk husbygningskompani errichtet, während das Gebäude in Finsand von NSB Arkitektkontor entworfen und mit zwei Stockwerken gebaut wurde.
Am Endbahnhof in Sperillen wurde ein Lokschuppen mit einer Drehscheibe gebaut.

## DSBægna
Das Dampfschiff DS Bægna verkehrte ab 1868 von Hen nach Sørum. In Finsand wurde ein Kai für den Warenumschlag von der Schiene auf das Schiff gebaut und die Bægna blieb bis zum Sommer 1929 im Dienst. Da der Verkehr abnahm, wurde ab diesem Zeitpunkt ein kleineres Motorboot eingesetzt, das 15 Fahrgäste aufnehmen konnte. Dieses hieß auch Begna und war bis 1932 in Betrieb. Mangels Nachfrage wurde der Schiffslinienverkehr komplett eingestellt, ein Jahr später folgte der Schienenpersonenverkehr.